# Ibn al-Fahhâm
Abou El Hassan Ali Ibn Mohamed al-tlemçani (en arabe :  ابو الحسن علي إبن محمد التلمساني) plus connu sous le nom d'Ibn al-Fahhâm, est un astronome, mathématicien et physicien du XIVe siècle originaire de Tlemcen. Il a inventé plusieurs ouvrages de mécanique entre autres la fameuse horloge à eau dite Mendjanah ou Mangana du Palais El Mechouar sous le règne du sultan Zianide, Abou Hammou Moussa II, ainsi que  l'horloge Bouinaniyya de Fès,,.

## Biographie
L'histoire a retenu le nom d’Ibn al-Fahhâm comme étant celui du plus grand mathématicien et physicien que Tlemcen ait connu par le passé. Il vivait à Tlemcen en même temps que Abu abdellah mohamed ibn abi djemaa al-Talalessy, et Al-Tagary qui récitait ses poèmes en l'honneur du Prophète Mahomet au cours des fêtes du Mawlid. Selon Ibn Khaldoun, Ibn al-Fahhâm est : « l'homme de notre temps le plus profondément versé dans les diverses branches des sciences mathématiques ». Il a inventé la fameuse horloge à eau dite Mendjanah ou Mangana. Elle fonctionna pour la première fois à la fête du Mawlid (Commémoration de la naissance de Mahomet, prophète de l'islam) dans le palais El Mechouar à Tlemcen pendant le règne du sultan Abou Hammou Moussa II. Le coffre de la mangana était orné de figures d'argent montrant l'ingéniosité et la compétence de son concepteur. Il apparaissait d'une façon cérémoniale à la salle du trône lors de la veillée du mawlid. Du plan supérieur de l'appareil s'élevait un arbre orné d'argent sur lequel était perché un oiseau avec ses deux petits sous les ailes. Fonctionnant mécaniquement, il produisait des mouvements d'une multitude d'oiseaux de couleurs diverses qui entonnaient des chants,,. Al Maqqari disait sur cette horloge : « à proximité du sultan se trouvait l'armoire-penderie, décorée comme s'il s'agissait d'un costume yéménite, avec des portes installées en fonction du nombre d'heures. Chaque fois qu'une heure passait, le clic se produisit selon son calcul, et à ce moment-là une de ses portes s'ouvrit, et de là sortit une servante représentée sous la forme la plus belle, dans sa main droite se trouvait un feuillet contenant l'heure et le remet doucement entre les mains du sultan ».
Pierre Dubois dans son livre Lettres sur les fabriques d'horlogerie de la Suisse et de la France, dit que l'horloge : « parut pour la première fois à la fête du Mawlid, l'an 760 de l'Hégire, qui correspond à l'année 1358-9 de notre ère. Cette machine merveilleuse avait pour auteur un fameux alfakih de Tlemcen, nommé Abou'l- Hassan Ali ben Ahmed ».